# 江作宇
江作宇（1922年4月—1990年7月），福建省古田县凤都镇际面村人，中华人民共和国政治人物。
1940年2月8日加入中国共产党，中华民国时期在福建从事中共地下党活动，历任中共古田人民游击队指导员（队长刘捷生）、南古瓯工委书记、闽东地委第一副书记等，中华人民共和国成立后，被任命为福建省第二行政督察专员公署（后改建阳专区）副专员、建宁县委书记、周宁县委第一书记、福安专署副专员、顺昌县革委会副主任、宁德地委副书记，1983年7月离休，1990年逝世。